# 国司就正
国司 就正（くにし なりまさ）は、安土桃山時代から江戸時代前期の長州藩士。父は国司元蔵。

## 生涯
天正19年（1589年）、毛利氏家臣である国司元蔵の子として生まれる。慶長13年（1608年）に父が死去し、その後を継いだ。
寛永2年（1625年）、周防国佐波郡伊賀地から領地替えされて長門国厚狭郡万倉の領主となった。同時に行われた知行改によって、家緑は2,089石から1,900石に減らされた。万倉の領主となった就正は、まず伊佐地に居館を構築し、宗吽寺（現・天龍寺）を建てて菩提寺とした。
慶安4年（1651年）に毛利秀就が死去すると、引続き毛利綱広に仕え、当役の児玉元恒、当職の児玉元征らとともに藩政を補佐した。しかし、翌年には堅田就政に当職を譲り、寛文8年（1668年）に死去した。享年80。